# Let's Be Fashionable
Let's Be Fashionable è un film muto del 1920 diretto da Lloyd Ingraham.

## Produzione
Il film fu prodotto dalla Thomas H. Ince Productions con il titolo di lavorazione Playing with Fire, titolo anche della storia originale di Mildred Considine.

## Distribuzione
Il copyright del film, richiesto dalla Thomas H. Ince Corp., fu registrato l'11 maggio 1920 con il numero LP15140. Distribuito dalla Paramount-Artcraft Pictures, il film uscì nelle sale cinematografiche degli Stati Uniti il 13 giugno dopo essere stato presentato in prima l'11 maggio 1920.